# Pidhirne (Consejo del pueblo Pidhirnenska)
Pidhirne (Consejo del pueblo Pidhirnenska)  (ucraniano: Підгірне (Підгірненська сільська рада)) es un pueblo del Raión de Bolhrad en el Óblast de Odesa de Ucrania. Según el censo de 2001, tiene una población de 1763 habitantes.